# Carobius trifurcatus
Carobius trifurcatus är en insektsart som beskrevs av Douglas E. Kimmins 1940. Carobius trifurcatus ingår i släktet Carobius och familjen florsländor. Inga underarter finns listade i Catalogue of Life.